# Elk Grove (California)
Elk Grove è un centro abitato (City) degli Stati Uniti d'America, situato nella contea di Sacramento dello Stato della California. Nel 2007 la popolazione era di 141.125 abitanti.

## Geografia fisica
Secondo i rilevamenti dell'United States Census Bureau, Elk Grove si estende su una superficie di 39,4 km². La città dista circa 15 minuti da Sacramento, raggiungibile con la Interstate 5.